# Fosse Archevêque
La fosse Archevêque ou l'Archevêque de la Compagnie des mines d'Aniche est un ancien charbonnage du Bassin minier du Nord-Pas-de-Calais, situé à Aniche. Les travaux commencent en 1854 alors que le fonçage de la fosse Traisnel à 485 mètres au nord n'est pas terminé, cette dernière commence à extraire en 1856, la fosse Archevêque l'année suivante. La production y est bonne. La fosse Sainte Marie, sise à Auberchicourt, commence à extraire en 1863. En 1876 ou 1877, la fosse Traisnel cesse d'extraire, et assure l'aérage et la circulation du personnel pour la fosse Archevêque.
Environ dix ans plus tard, les installations sont modernisées, et la fosse est dotée d'un chevalement métallique similaire à celui des fosses Saint Louis et Fénelon. La fosse sera reconstruite après la Première Guerre mondiale. L'extraction cesse en 1938, après que la fosse a produit 7 354 895 tonnes de houille. Le puits assure l'exhaure pour la fosse Sainte Marie. La Compagnie des mines d'Aniche est nationalisée en 1946, et intègre le Groupe de Douai. La fosse ferme en 1969, à la suite de l'arrêt de la fosse Sainte Marie. Le puits, profond de 589 mètres, est remblayé la même année. En revanche, le chevalement est abattu le 13 mai 1976.
Au début du XXIe siècle, Charbonnages de France matérialise la tête de puits Archevêque. Les seuls vestiges de l'exploitation minière, outre le terril et la cité, se résument à des soubassements du mur d'enceinte sur quelques dizaines de mètres.

## La fosse
Le gisement des houilles sèches d'Aniche est exploité par les fosses La Renaissance, Saint Louis et Fénelon, le fonçage de la fosse Traisnel est en cours depuis 1848 lorsque la Compagnie des mines d'Aniche estime en 1854 qu'un nouveau puits est nécessaire.

### Fonçage
La fosse Archevêque est entreprise à 485 mètres au sud de la fosse Traisnel, et à 1 255 mètres à l'ouest-sud-ouest de la fosse Saint Louis et 1 310 mètres à l'ouest-nord-ouest de la fosse Fénelon, d'où une certaine équidistance. Les travaux commencent en 1854, ou en 1855 selon Émile Vuillemin.
le diamètre du puits est de quatre mètres, supérieur d'un mètre à celui de la fosse Traisnel. Le cuvelage est en bois de 5,65 à 70,65 mètres. Le terrain houiller est atteint à la profondeur de 126 mètres,. L'orifice du puits est à l'altitude de quarante mètres.

### Exploitation
L'extraction commence en 1857, un an après la fosse Traisnel dont le fonçage s'est étalé sur huit ans à cause des venues d'eau. La fosse Sainte Marie, sise à Auberchicourt, à 1 850 mètres à l'ouest-nord-ouest, commence à extraire en 1863.
Au cours des années 1870, la fosse exploite toutes les veines du faisceau de houille sèche, et dans de bonne conditions de régularité. le puits est profond de 336 mètres. L'extraction à la fosse Traisnel a été abandonnée en 1876 ou 1877. Ce puits assure alors l'aérage et la circulation du personnel pour les fosses Archevêque et Sainte Marie,.
Vers 1886, les installations de surface son modernisées. l'ancien chevalement en bois est remplacé par un chevalement métallique haut de 24,70 mètres, muni de molettes de 4,80 mètres de diamètre, et de câble rond. Les fosses Saint Louis et Fénelon en ont un similaire,.
Le dernier accrochage de la fosse Archevêque est au niveau de 400 mètres. Aux étages supérieurs, le champ d'exploitation est exclusivement concentré au nord du puits. Le champ d'exploitation est à une certaine distance au sud de l'affleurement de la veine Ferdinand. Cette situation se modifie aux étages inférieurs, à cause de l'inclinaison des terrains vers le sud. le cran de retour passant à 300 mètres environ au sud de la fosse, son exploitation peut se prolonger longtemps encore. Les fosses Traisnel et Archevêque fournissent une seconde coupe nord-sud du faisceau des houilles sèches d'Aniche. Les fosses La Renaissance, Saint Louis et Fénelon fournissent la première coupe.
Le fosse Archevêque est détruite durant la Première Guerre mondiale. Les installations sont reconstruites, et la fosse dispose d'un nouveau chevalement métallique. L'extraction cesse en 1938, la fosse a produit 7 354 895 tonnes de houille. Elle assure l'exhaure pour la fosse Sainte Marie. La Compagnie des mines d'Aniche est nationalisée en 1946, et intègre le Groupe de Douai.
Le puits, profond de 589 mètres, est remblayé en 1969, lors de l'arrêt de la fosse Sainte Marie. Sept étages de recette étaient établis à 199, 214, 277, 330, 400, 490 et 590 mètres. Le carreau de fosse est encore utilisé durant quelques années pour stocker le matériel du Groupe de Douai. Le chevalement est abattu le 13 mai 1976.

### Reconversion
Au début du XXIe siècle, Charbonnages de France matérialise la tête de puits. Le BRGM y effectue des inspections chaque année. Le carreau de fosse est devenu un espace vert, la partie nord du carreau a été transformée en lotissement. Les seuls vestiges de la fosse sont des soubassements en briques du mur d'enceinte, dans sa partie ouest, sur quelques dizaines de mètres, le long de la rue Fendali,.

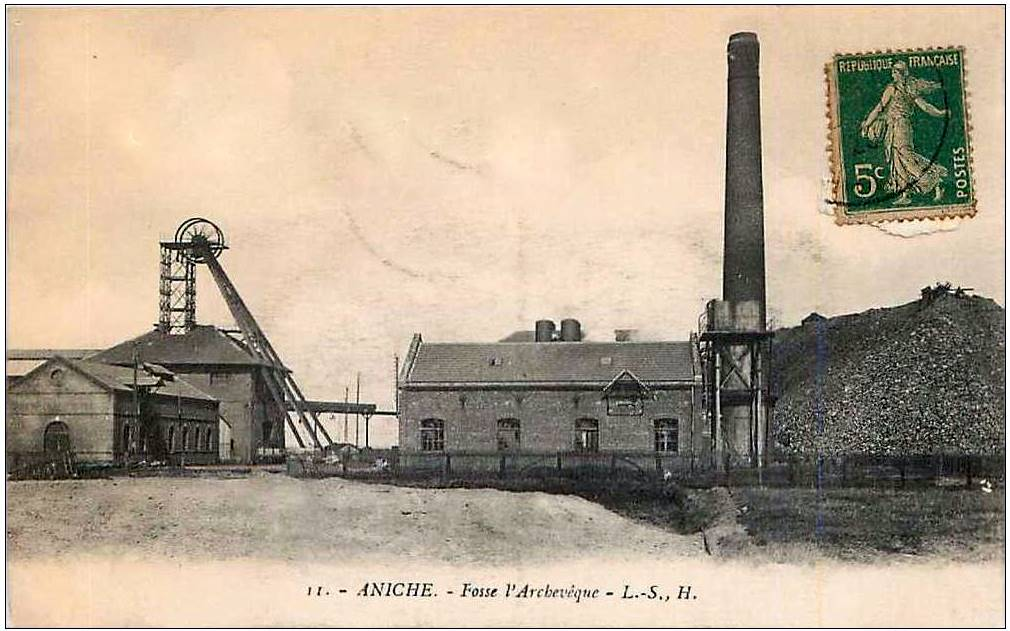
L'ancien chevalement de la fosse.
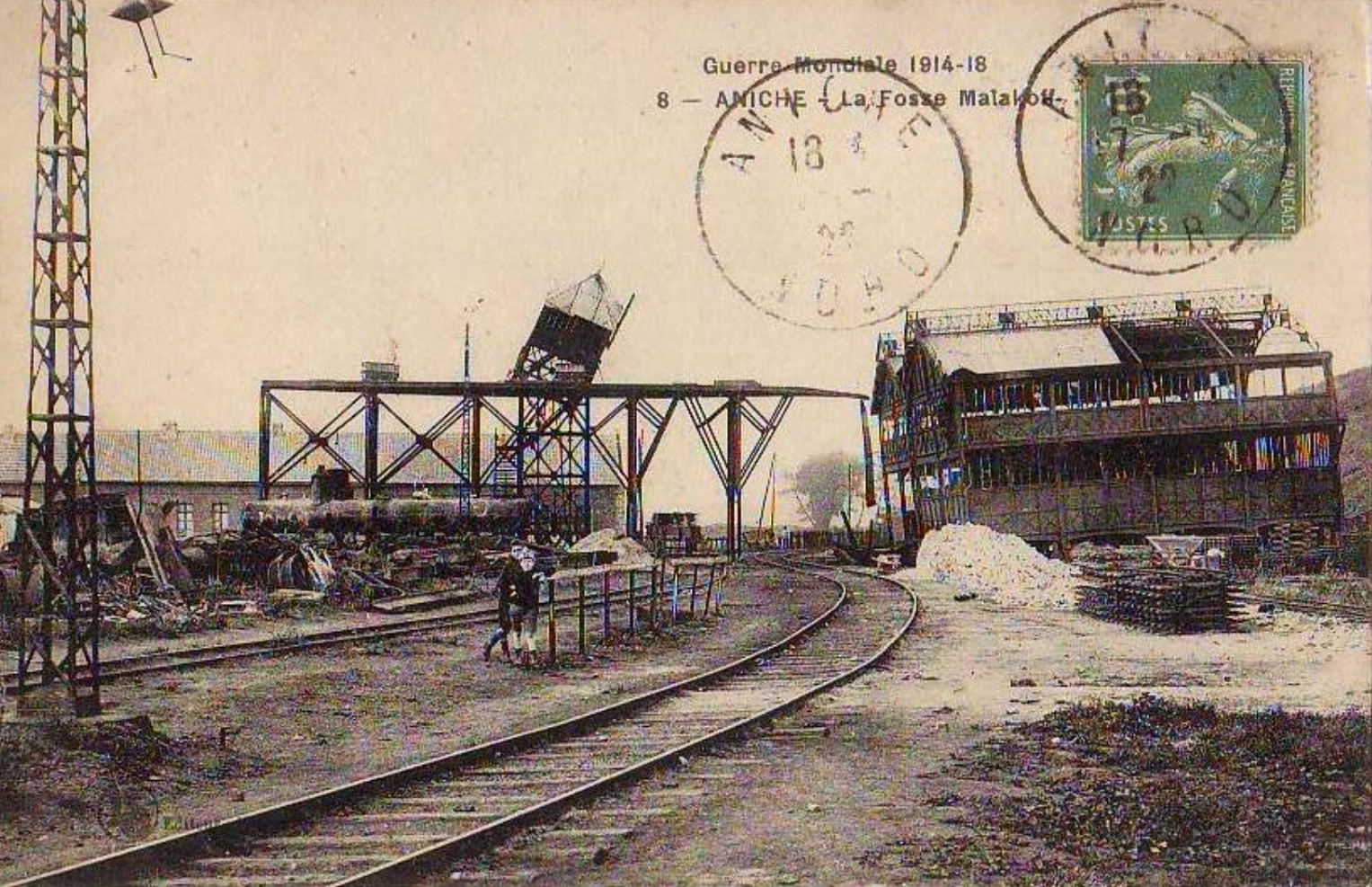
La fosse détruite à la suite de la Première Guerre mondiale.
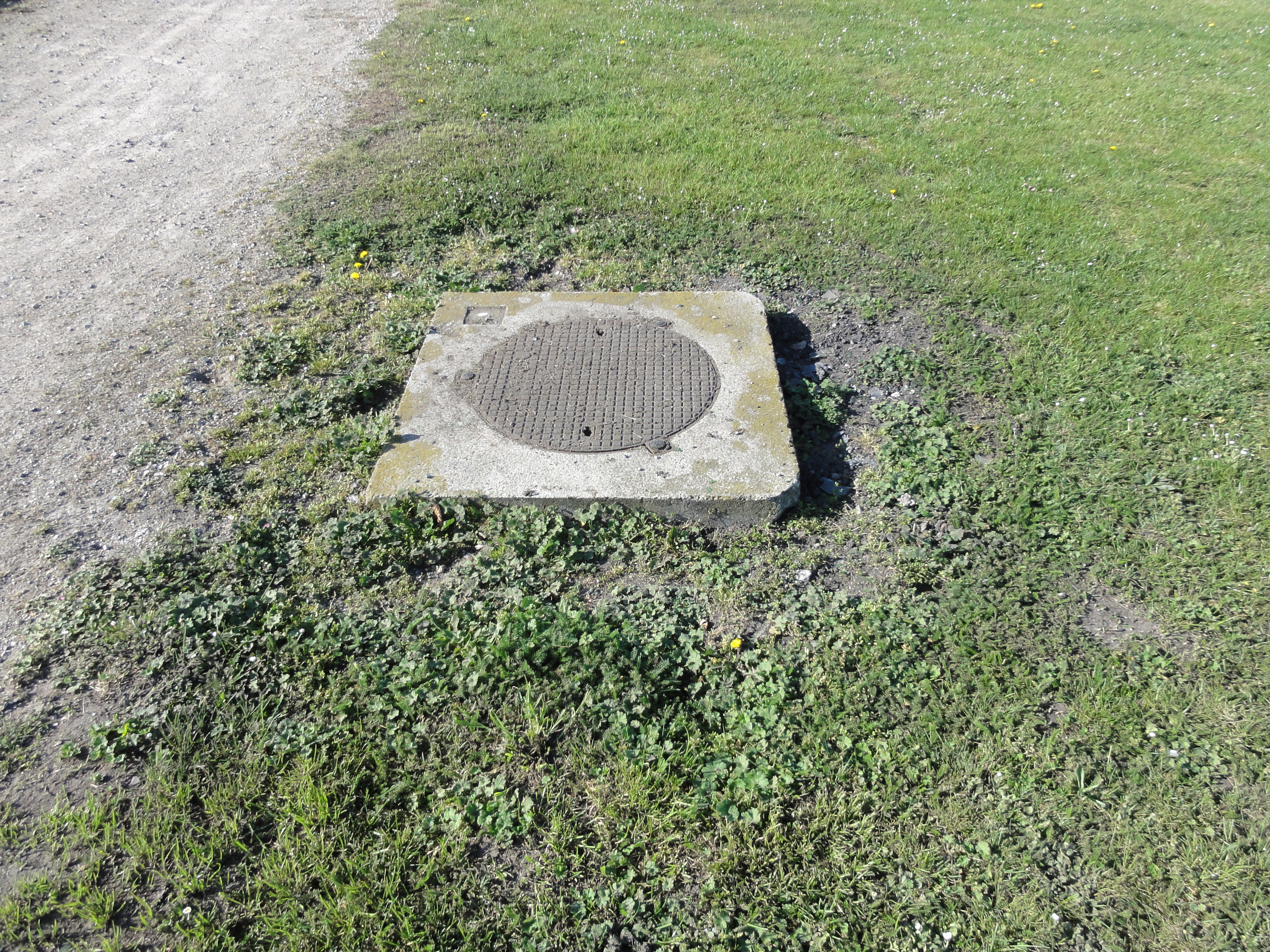
La tête de puits matérialisée Archevêque.
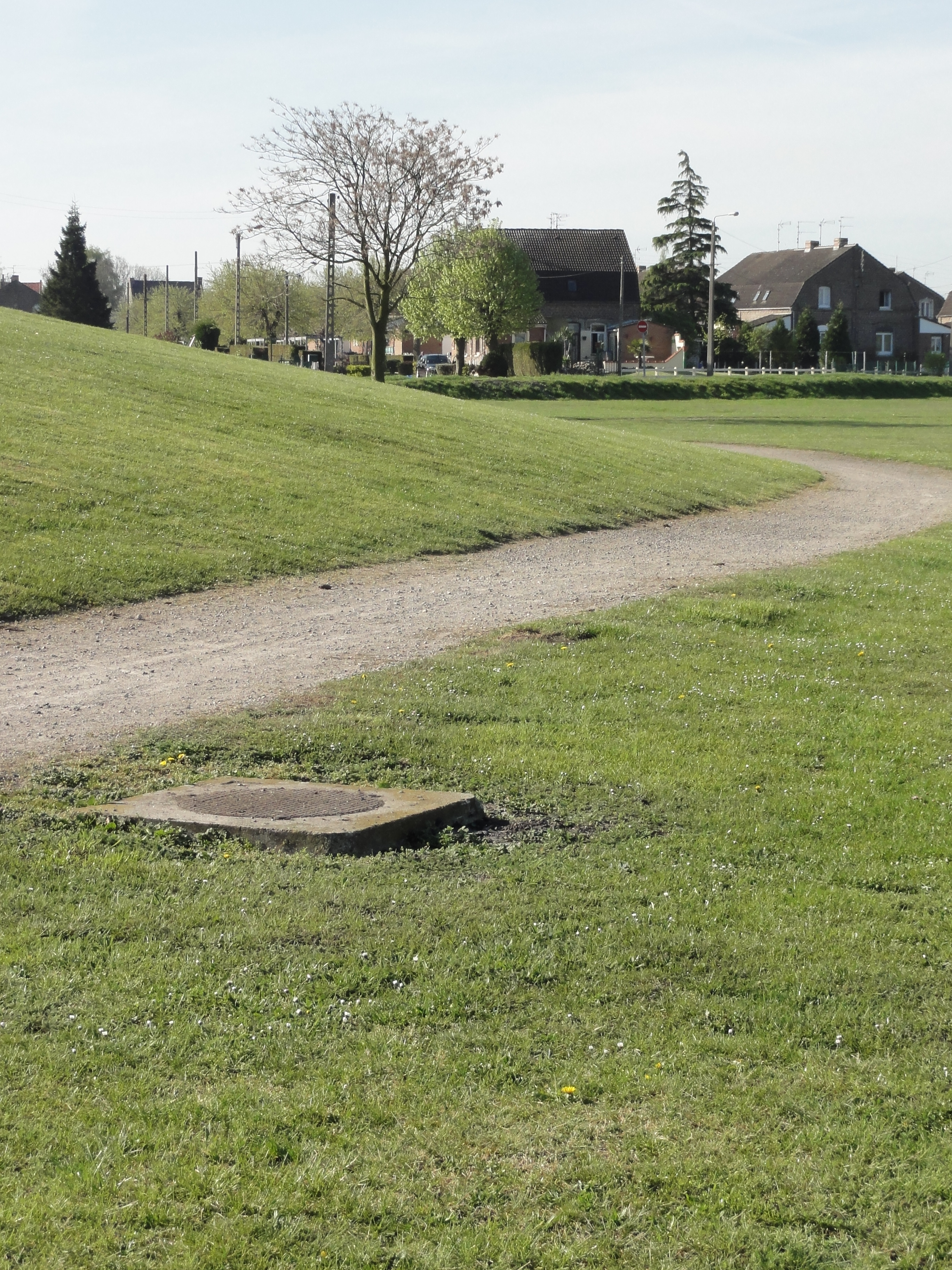
Le puits Archevêque dans son environnement.
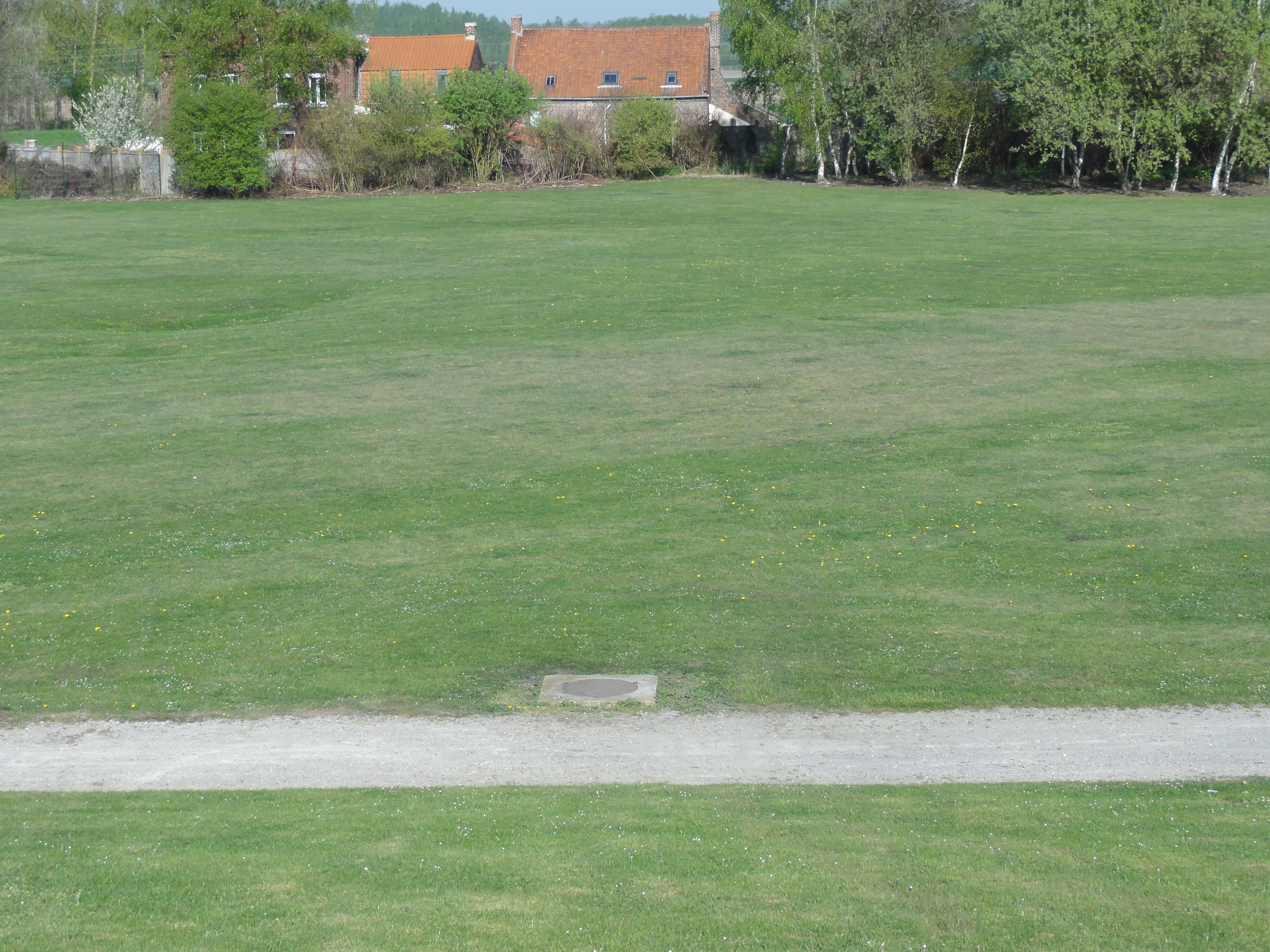
Le puits Archevêque dans son environnement.
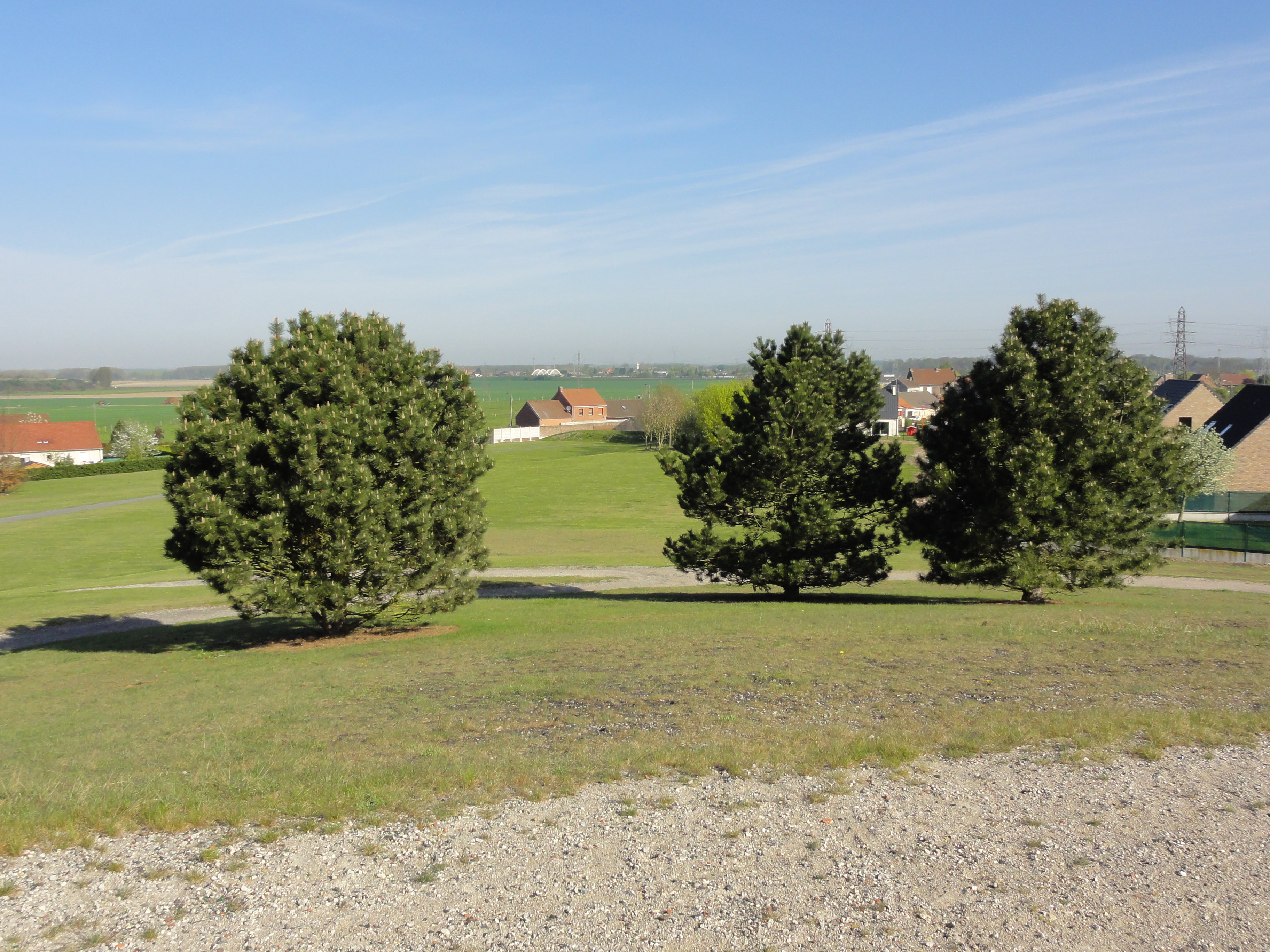
Vue vers le nord du carreau et la fosse Traisnel.
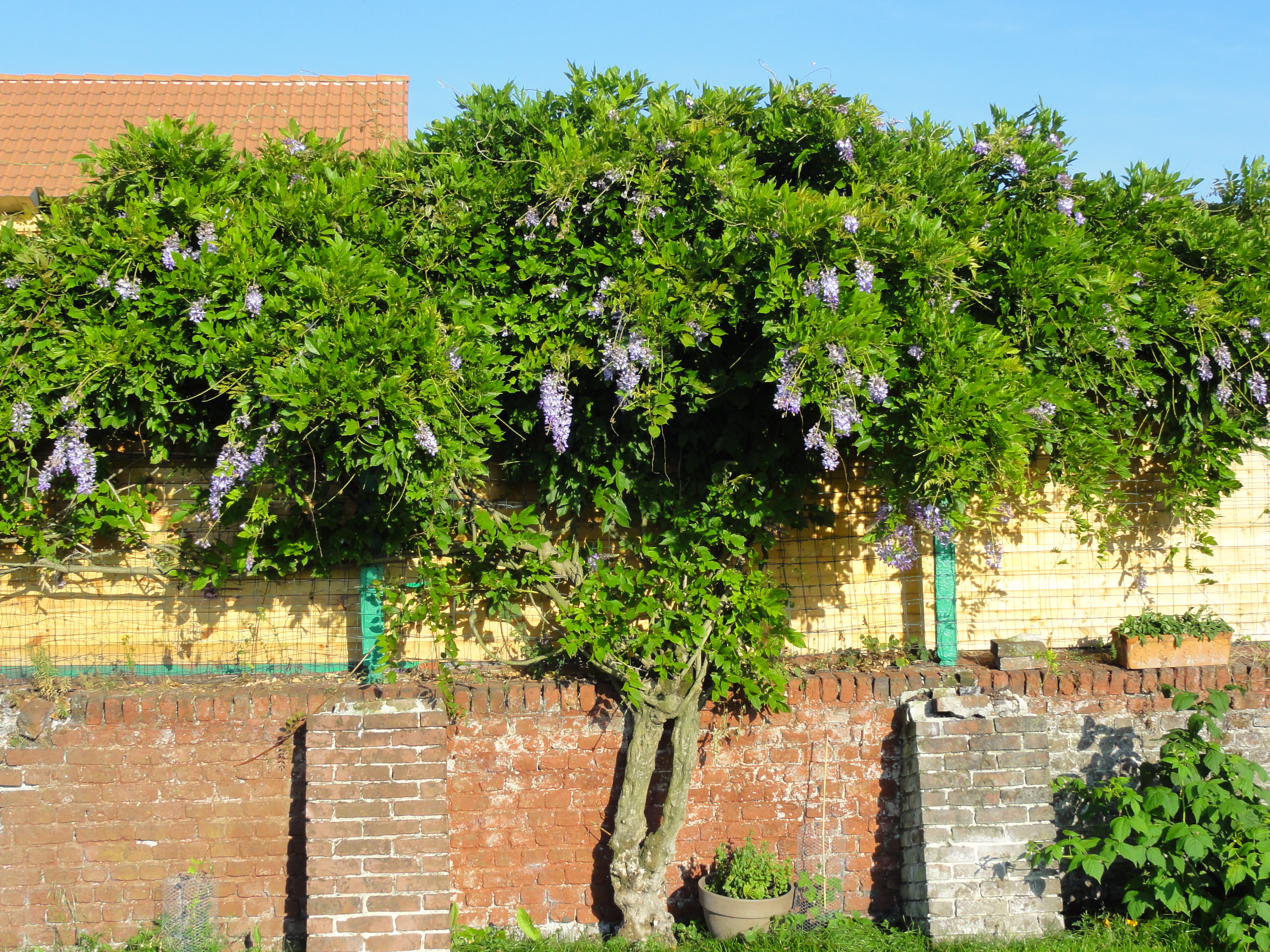
Des vestiges du mur d'enceinte

## Le terril

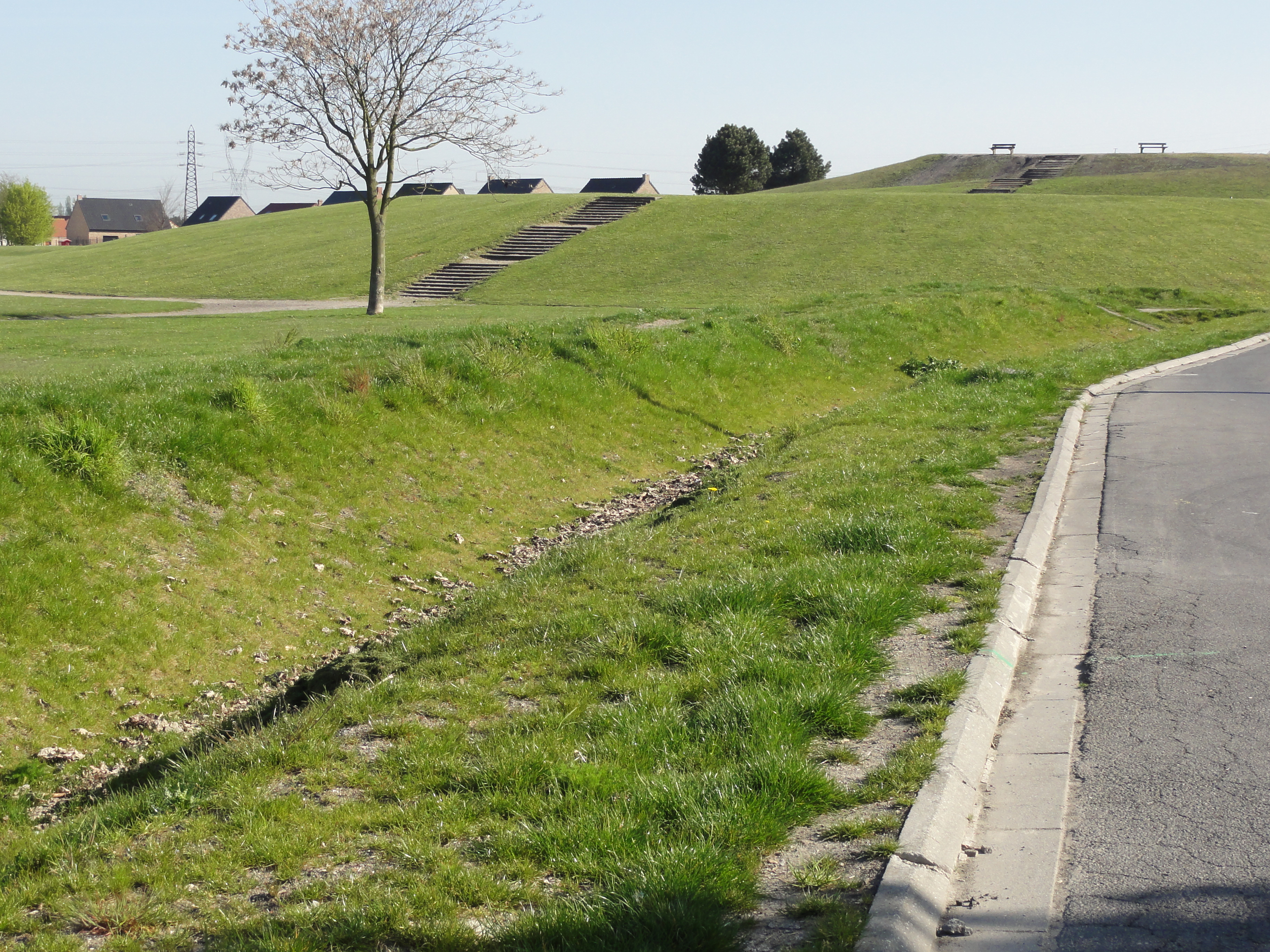
Le terril Archevêque.

50° 20′ 23″ N, 3° 15′ 26″ E
Le terril no 217, dit Archevêque, situé à Aniche, est le terril de la fosse Archevêque. Il a été aplani.

## La cité
Des habitations ont été construites par la Compagnie des mines d'Aniche au sud de la fosse pour y loger ses ouvriers. Après la nationalisation, des habitations en plain-pied ont également été construites.

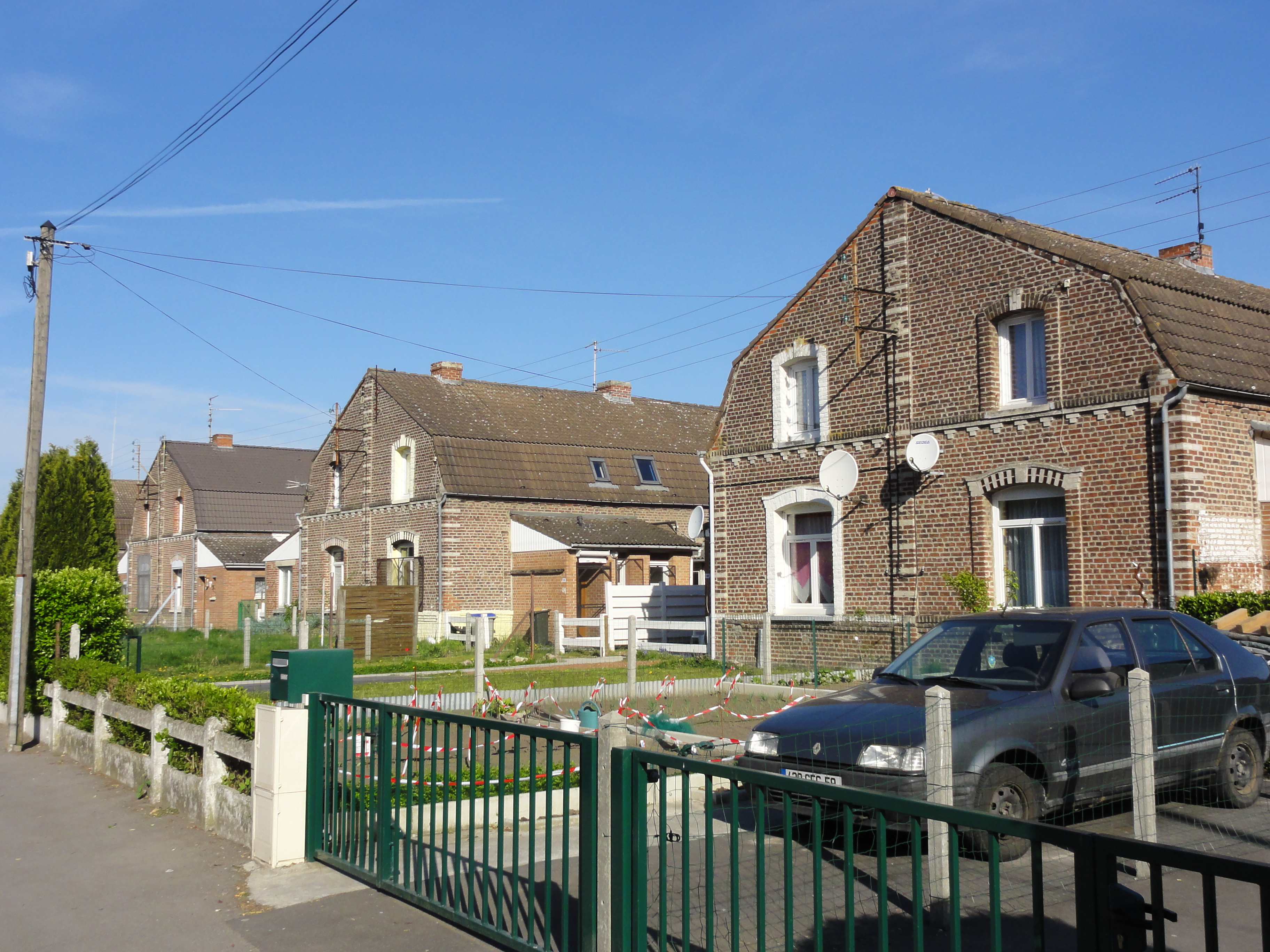
Des habitations groupées par quatre.
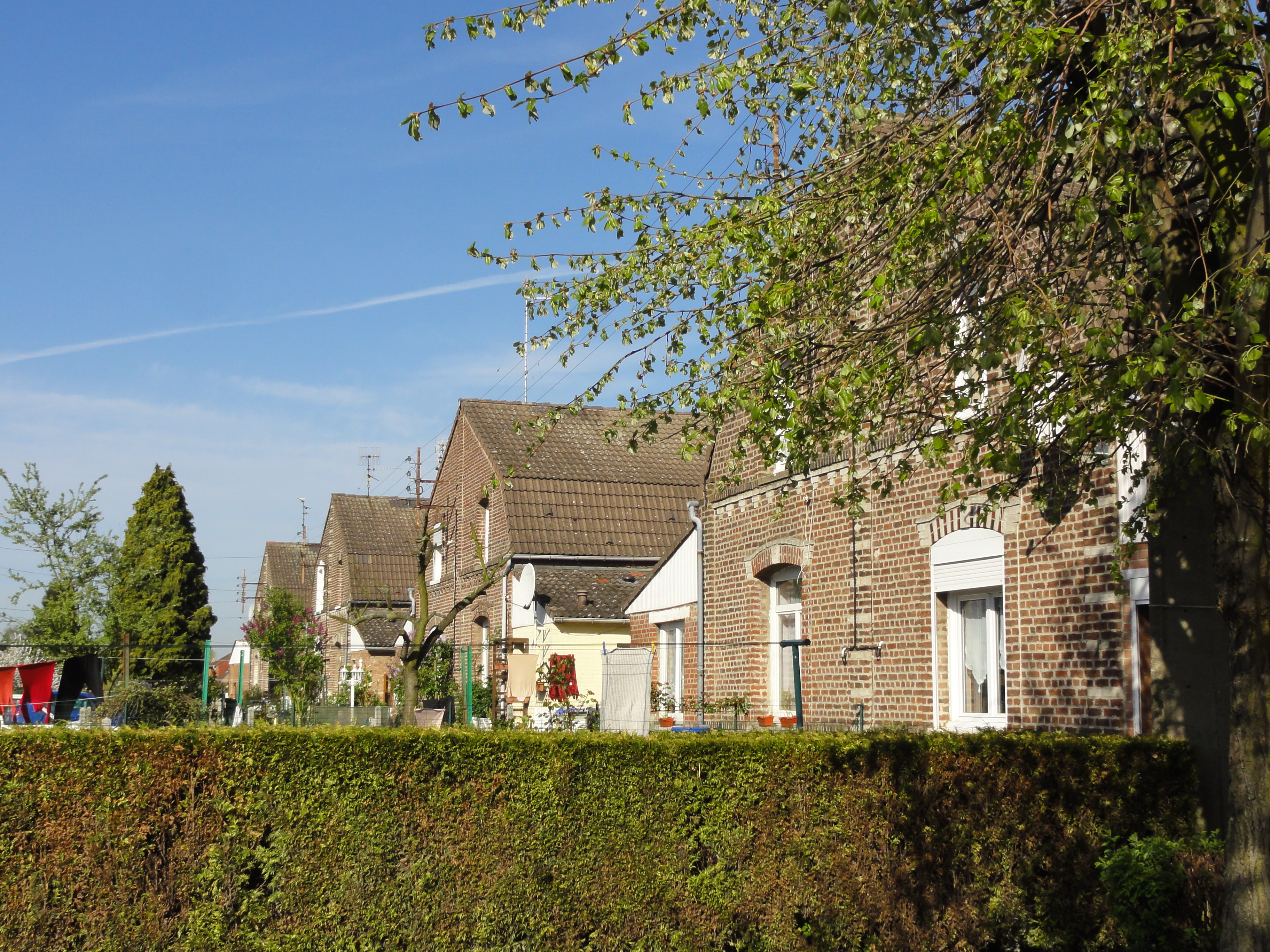
Des habitations groupées par quatre.
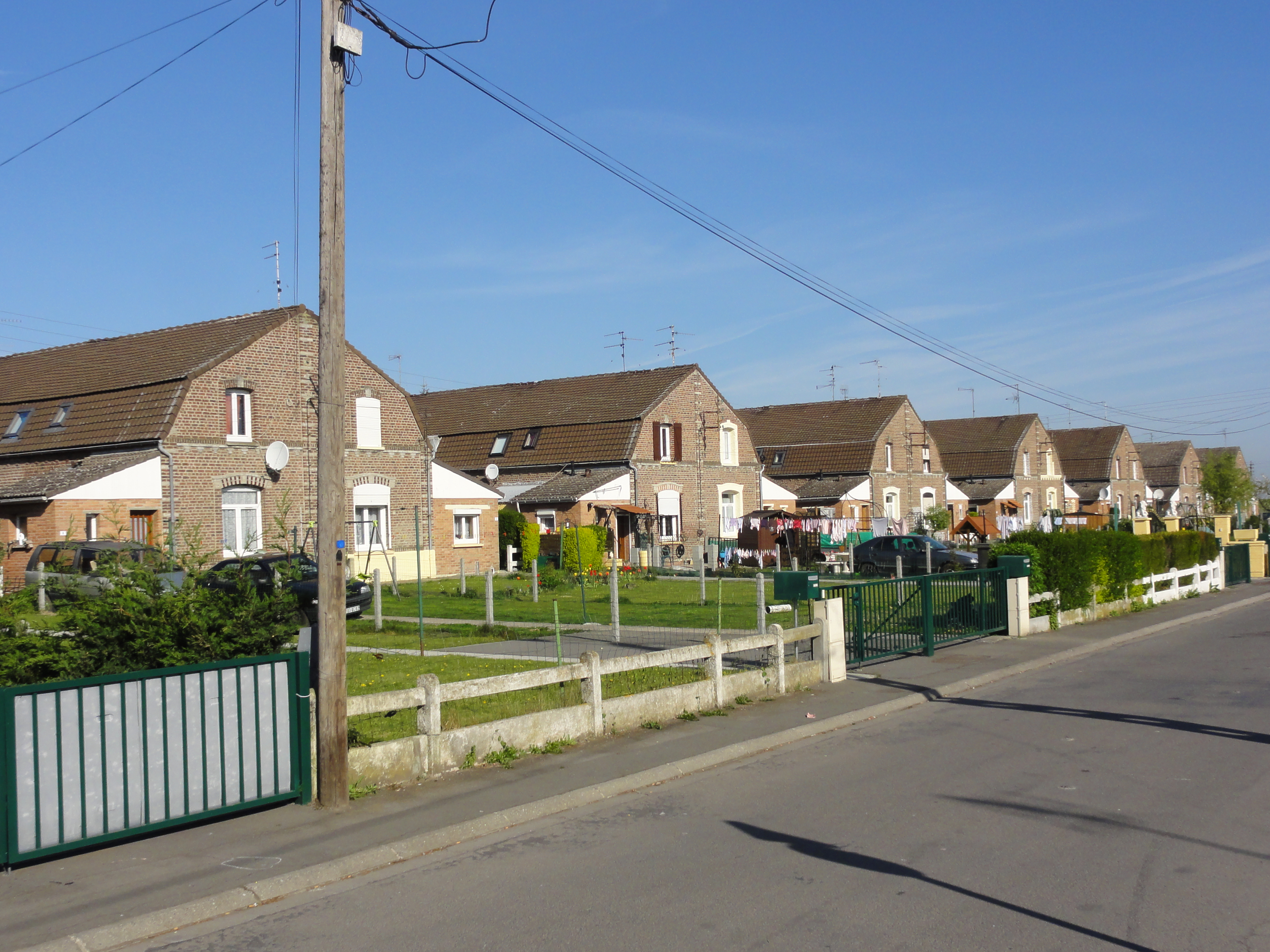
Des habitations groupées par quatre.
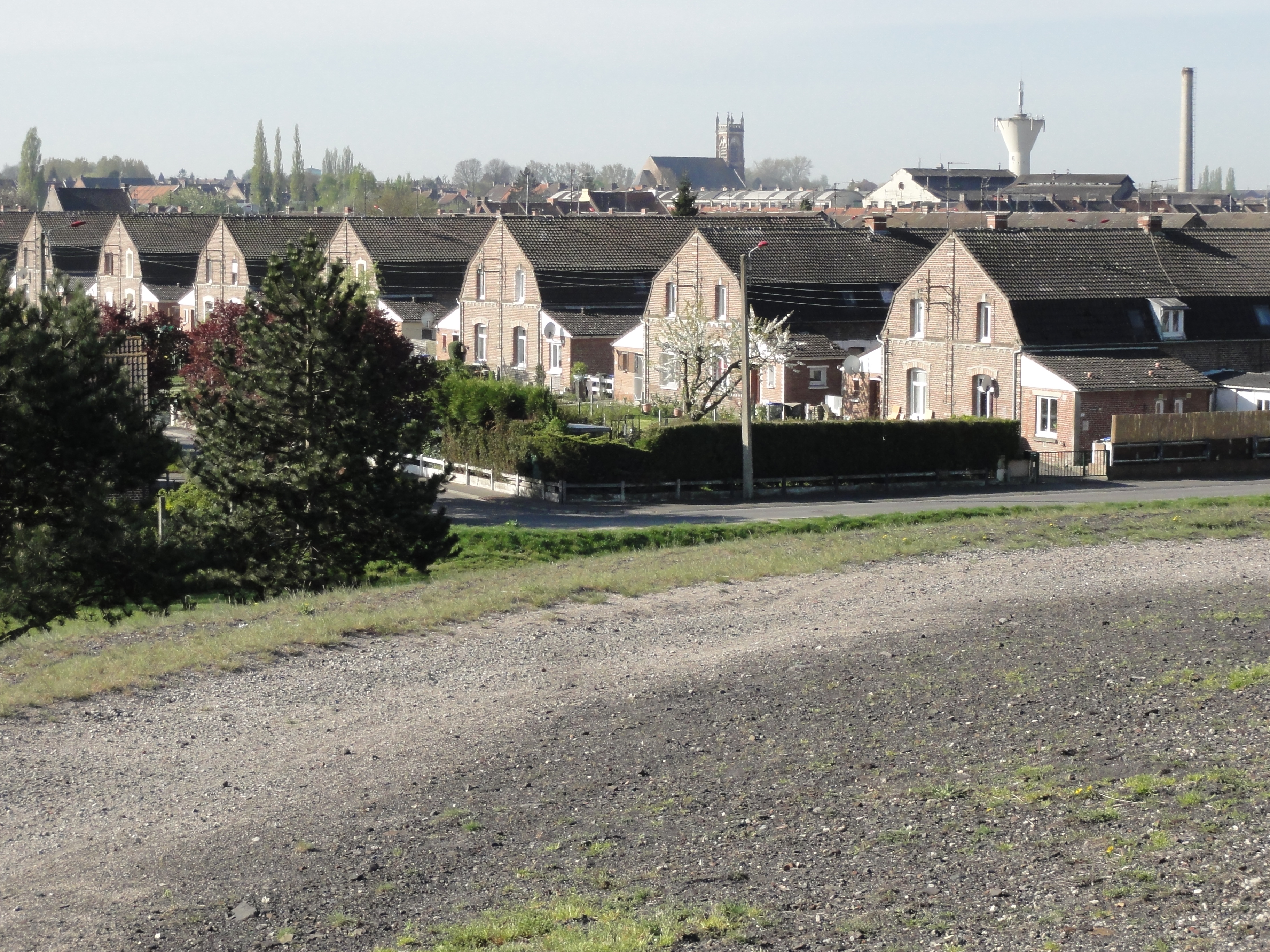
Des habitations groupées par quatre.
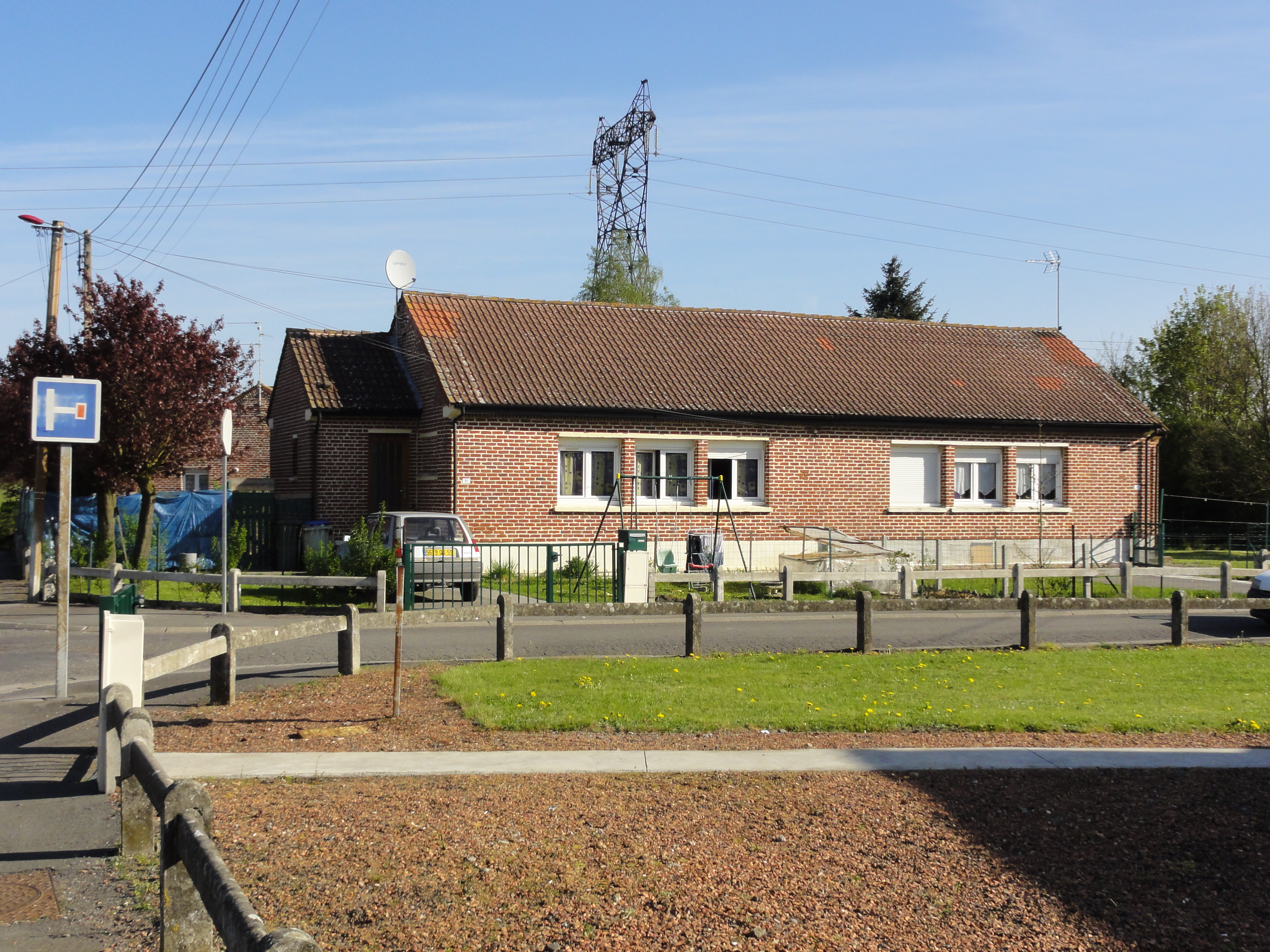
Des habitations post-Nationalisation groupées par deux.